# P. Werner Lange
Paul Werner Lange (* 13. Juni 1943 in Luckau in der Niederlausitz), ursprünglich Seemann, ist ein deutscher Autor von Biografien, Reisebeschreibungen, erzählenden Sachbüchern und Hörspielen. Er lebt bei Berlin.

## Werdegang
Lange wurde von Kinderspielen in ländlicher Umgebung und leidenschaftlicher Lektüre von Abenteuerbüchern geprägt, darunter Stevensons Schatzinsel oder die bekannten Bände Karl Mays. Hinzu kamen Erzählungen seines 1950 aus der Gefangenschaft heimgekehrten Vaters, eines ehemaligen Marineangehörigen. 1953 zog die Familie nach Kleinmachnow bei Berlin. Nach dem Abschluss der Mittleren Reife 1960 bewarb sich Lange bei der Handelsmarine und nahm ein Lehrverhältnis auf einem Schulschiff der Deutschen Seereederei Rostock auf. Anschließend fuhr Lange als Matrose und studierte dann insgesamt drei Jahre an der Seefahrtschule in Wustrow. 1968 erwarb er das Patent zum Kapitän auf Großer Fahrt.
Seine Tätigkeit als Nautischer Offizier und Kapitän führte Lange an die Küsten mehrerer Erdteile, zumeist aber nach Afrika. Als er 1979 wegen einer chronischen Erkrankung die Seetauglichkeit verlor und freier Autor wurde, spiegelten seine Themen den hinter ihm liegenden Lebensverlauf wider: Biografien von Seefahrern, die maritime Entdeckungsgeschichte. Lange war Mitglied des Schriftstellerverbandes der DDR. Er konnte auch als Autor nach wie vor reisen und erzielte mit seinen Büchern – auch im Ausland – beträchtliche Auflagen. Da sich seine Themen kaum angreifbar auf Vergangenes bezogen, kam es selten zu Konflikten. Wenn doch, kam ihm ein Bonus wegen der vielen von ihm ins Russische übersetzten Bücher zustatten. Zudem glaubte er an die Möglichkeit, die DDR demokratisch zu reformieren. In diesem Sinne unterzeichnete er im Oktober 1989 einen Offenen Brief des Schriftstellerverbandes Bezirk Potsdam an das Präsidium der Volkskammer der DDR, in dem die Notwendigkeit von Meinungsfreiheit und kritischer öffentlicher Debatte betont wird.
Nach 1990 arbeitete Lange zeitweise als Chefredakteur einer Literaturzeitschrift, im Übrigen entstanden weitere Bücher und Hörspiele. Inzwischen ist er auch als Herausgeber tätig. Lange gehört dem Verband deutscher Schriftsteller an und war mehrere Jahre Mitglied des brandenburgischen Vorstandes. Er ist verheiratet, hat ein Kind und lebt seit 2006 in Teltow.
Als Autor ist es Langes vornehmlichstes Anliegen, „Verständnis für die Verschiedenartigkeit der Völker, für ihre und unsere gemeinsamen Interessen zu wecken“, wie er 1986 Christa Haseloff sagte. Die Kritik lobt das zumeist „hohe literarische Niveau“ seiner Sachbücher, die sich nicht selten Gebirgen widmen, so dem Kilimandscharo, dem höchsten Bergmassiv Afrikas. Seine Afrikakenntnisse kamen Lange auch bei seiner „sorgsam recherchierten“, 1995 veröffentlichten Biografie Hans Paasches zugute, der manchen als „Großvater der Grünen“ gilt. Allerdings war Paasche erst 39, als ihn Reichswehr-Soldaten (1920) auf dem eigenen Gutshof erschossen. Langes Arbeit über ihn gilt inzwischen als Standardwerk.
Seit 2020 ist Lange Gastautor bei der Achse des Guten.

## Werke (Auswahl)
- Seeungeheuer – Fabeln und Fakten, F. A. Brockhaus, Leipzig 1979 und Verlag Werner Dausien, Hanau 1979
- So weit, wie menschenmöglich. Das Leben des Kapitäns James Cook, F. A. Brockhaus, Leipzig 1980
- Ich war am Rande des Paradieses. Das Leben des Christoph Kolumbus, F. A. Brockhaus, Leipzig 1980
- Der Sonne gleich. Das Leben des Fernando de Magallanes und die erste Weltumseglung, F. A. Brockhaus, Leipzig 1983
- Südseehorizonte. Eine maritime Entdeckungsgeschichte Ozeaniens, Urania Verlag, Leipzig 1983 und Prisma Verlag, Gütersloh 1984
- Adam Johann von Krusenstern: „Reise um die Welt“, hrsg. u. komm. v. P. Werner Lange, Urania Verlag, Leipzig 1985 und Böhlau Verlag, Köln / Wien 1986
- Zum Land hinter den Nebeln. Das Leben des Vitus Bering und die zwei Kamtschatka-Expeditionen, F. A. Brockhaus, Leipzig 1985
- Kontinent der kurzen Schatten. Eine Entdeckungsgeschichte Afrikas, Urania Verlag, Leipzig 1987
- Vineta – Atlantis des Nordens, Urania Verlag, Leipzig 1988
- Henry Morton Stanley. Sein Weg nach Afrika, Verlag Neues Leben, Berlin 1990 und Edition Erdmann, Stuttgart 1990 (dort als Henry Morton Stanley. Die Biographie)
- Ich ging zu den Löwen im hohen Grase ... Das aufrechte Leben des Hans Paasche, Hörspiel, 1990
- Hermannswerder oder Die weiße Brücke, Hörspiel, 1991
- Chronik der Hoffbauer-Stiftung Potsdam-Hermannswerder, Potsdam 1991
- Aus dem Leben eines Hochverräters. Die Untersuchung gegen den Kapitänleutnant Hans Paasche, Hörspiel 1994
- Hans Paasches Forschungsreise ins innerste Deutschland. Eine Biographie, Donat Verlag, Bremen 1995
- Kilimandscharo. Der weiße Berg Afrikas, AS Verlag, Zürich 2005
- Traumberg Kilimandscharo. Vom Regenwald zum tropischen Eis: Ein Reisebericht, AS Verlag, Zürich 2008
- Hans Paasche: Das verlorene Afrika. Ansichten vom Lebensweg eines Kolonialoffiziers zum Pazifisten und Revolutionär, hrsg. u. komm. von P. Werner Lange unter Mitwirkung von Helga Paasche, Trafo Verlag, Berlin 2008
- Heiliger Berg der Massai: Oldonyo Lengai, AS Verlag, Zürich 2009
- Vesuv. Leben und Tod am brennenden Berg, AS Verlag, Zürich 2011

Lange verfasste außerdem zahlreiche Beiträge für Periodika oder Anthologien sowie zu mehreren populärwissenschaftlichen Sammelwerken über die Geschichte Ostafrikas.